# Ionisx
IONISx – spółka edukacyjna udostępniająca masowe otwarte kursy online prowadzone przez uniwersytety i instytuty naukowe z całego świata. Utworzona przez Marc Sellam oraz Fabrice ze IONIS Education Group.
Uczestnictwo w kursach oferowanych przez Coursera jest bezpłatne, płatne jest natomiast uzyskanie zweryfikowanych certyfikatów informujących o ukończeniu kursu i niektóre inne usługi.
Na stronie znajdują się kursy prowadzone m.in. przez Institut supérieur de gestion, École pour l'informatique et les techniques avancées, École pour l'informatique et les nouvelles technologies, Institut polytechnique des sciences avancées, Sup'Biotech, École des technologies numériques appliquées, ISEFAC Bachelor. Większość kursów jest prowadzona w języku francuskim.